# MINURCAT
La missione delle Nazioni Unite nella Repubblica Centrafricana e Ciad (MINURCAT) è una missione di peacekeeping delle Nazioni Unite istituita dal Consiglio di sicurezza delle Nazioni Unite il 25 settembre 2007 per fornire una presenza multidimensionale della polizia fino a 350 unità e fornire il personale militare al Ciad orientale e nel nord-est della Repubblica Centrafricana.

Successivamente il Consiglio di Sicurezza ha prorogato e ampliato la missione di pace fino al marzo del 2009 ed ha aumentato il numero di soldati fino a 768 unità, anziché 1600 come precedentemente previsto dal piano del Segretario generale.